# Дорида
Дори́да (др.-греч. Δωρίς) — небольшая (около 200 квадратных километров) гористая область в Центральной Греции, между массивами Эты и Парнаса, граничившая с Этолией, Фокидой и обеими Локридами и орошаемая верхним течением Кефиссом и его притоком Пиндом. Первоначально называлась Дриопидой (Δρυοπίς) по населявшим её дриопам. Последние были вытеснены в конце 2-го тысячелетия до н. э. дорийцами, основавшими здесь четыре небольших города (так называемое дорийское четвероградье, Τετράπολις) — Бой, Китиний, Эриней и Пинд.
Во время фокидских и македонских войн города Дориды часто подвергались разрушению, а во время римского владычества они уже были лишены всякого значения.